# 2,3-二氯苯甲腈
2,3-二氯苯甲腈是一种有机化合物，化学式为C7H3ClN，它二氯苯甲腈的同分异构体之一。它可由2,3-二氯苯甲醛和盐酸羟胺为原料反应制得，2,3-二氯苯甲酰胺和三氯氧磷加热反应也能得到产物。在三氯化铟存在下，它可以被硼氢化钠在四氢呋喃中还原为2,3-二氯苄胺。